# Punta Bandera
Punta Bandera est une localité rurale argentine située dans le département de Lago Argentino, dans la province de Santa Cruz. Cette localité est située sur les rives du lac Argentino, et on peut y accéder depuis El Calafate par la route provinciale 8 et la route provinciale 11. Dans la localité, on trouve des habitations éparses construites pour la plupart en bois.